# EUROfusion
EUROfusion é um consórcio de instituições que realizam investigações em fusão nuclear, localizado na União Europeia e na Suíça. Foi criado em 2014, sucedendo ao European Fusion Development Agreement (EFDA) como o organismo coordenador de investigação em fusão na Europa. O consórcio é atualmente financiado pelo programa Euratom do Horizonte 2020.

## Organização
O acordo de consórcio EUROfusion foi assinado por 30 organizações de investigação e universidades de 26 países da União Europeia, a que se juntam a Suíça e a Ucrânia.
| País            | Instituição Participante |
| --------------- | --- |
| Alemanha        | Forschungszentrum Jülich, FZJ; Karlsruhe Institute of Technology, KIT; Max Planck Institute of Plasma Physics, IPP, Garching e Greifswald |
| Áustria         | Austrian Academy of Sciences, Viena |
| Bélgica         | Ecole Royale Militaire-Koninklijke Militaire School, Plasma Physics Laboratory, Bruxelas                                                  |
| Bulgária        | Bulgarian Academy of Sciences, Institute of Nuclear Research and Nuclear Energy, Sofia                                                    |
| Chipre          | University of Cyprus, Nicosia |
| Croácia         | Ruđer Bošković Institute, Zagreb |
| Dinamarca       | DTU, Plasma Physics and Fusion Energy, Lyngby                                                                                             |
| Eslováquia      | Comenius University, Department of Experimental Physics, Bratislava                                                                       |
| Eslovénia       | JSI Jozef Stefan Institute, Liubliana |
| Espanha         | Centro de Investigataciones Energeticas, Medioambientales y Tecnologicas, (CIEMAT), Madrid                                                |
| Estónia         | University of Tartu, Institute of Physics                                                                                                 |
| Finlândia       | VTT Technical Research Centre of Finland, Espoo                                                                                           |
| França          | Commissariat à l'énergie atomique et aux énergies alternatives,CEA, Cadarache                                                             |
| Grécia          | National Center For Scientific Research "DEMOKRITOS", Atenas                                                                              |
| Holanda         | FOM, Foundation for Fundamental Research on Matter, Utrecht                                                                               |
| Hungria         | Hungarian Academy of Science, Wigner Research Centre for Physics, Budapeste                                                               |
| Irlanda         | Dublin City University, Plasma Research Laboratory                                                                                        |
| Itália          | Agenzia nazionale per le nuove tecnologie, l’energia e lo sviluppo economico sostenibile, ENEA (Italy), Frascati                          |
| Letónia         | University of Latvia, Institute of Solid State Physics, Riga                                                                              |
| Lituânia        | Lithuanian Energy Institute, Kaunas |
| Polónia         | Institute of Plasma Physics and Laser Microfusion, Varsóvia                                                                               |
| Portugal        | Universidade de Lisboa, Instituto Superior Técnico, Instituto de Plasmas e Fusão Nuclear, Lisboa                                          |
| Reino Unido     | Culham Centre for Fusion Energy (CCFE), sede do JET                                                                                       |
| República Checa | Academy of Sciences of the Czech Republic, Institute of Plasma Physics, Praga                                                             |
| Roménia         | Institutul de Fizica Atomica (IFA), Illfov                                                                                                |
| Suécia          | Vetenskapsrådet, Estocolmo |
| Suiça           | École Polytechnique Federale de Lausanne EPFL, Swiss Plasma Center (SPC), Lausanne                                                        |
| Ucrânia         | Kharkov Institute for Physics and Technology (KIPT), Kharkov                                                                              |

A Unidade de Gestão do Programa EUROfusion está sediada em Garching, perto de Munique (Alemanha), sendo hospedada pelo Instituto Max Planck de Física dos Plasmas (IPP). O IPP é também a sede do coordenador do EUROfusion.

## Atividades
O EUROfusion financia as atividades de investigação em fusão de acordo com o Roteiro para a realização da energia de fusão. O Roteiro descreve a forma mais eficiente de atingir a produção de energia elétrica a partir de fusão nuclear em 2050. A investigação realizada no âmbito do EUROfusion tem por objetivo preparar experiências para o reator ITER e desenvolver conceitos para a central de demonstração de energia de fusão DEMO. O EUROfusion é responsável pela investigação em fusão realizada no JET, o Joint European Torus, localizado no Culham Center for Fusion Energy, Reino Unido. Outros dispositivos de fusão europeus que dedicam parte do tempo à investigação no âmbito do programa EUROfusion incluem os seguintes:
| Dispositivo                                              | Tipo               | Instituto/Localização                           |
| -------------------------------------------------------- | ------------------ | ----------------------------------------------- |
| ASDEX Upgrade                                            | Tokamak            | IPP Garching, Alemanha                          |
| TCV Tokamak                                              | Tokamak            | École Polytechnique Fédérale de Lausanne, Suiça |
| Tungsten (W) Environment in Steady-state Tokamak or WEST | Tokamak            | CEA, França                                     |
| Mega Amp Spherical Tokamak or MAST Upgrade               | Tokamak esférico   | CCFE, Reino Unido                               |
| Wendelstein 7-X stellarator                              | Stellarator        | IPP, pólo de Greifswald                         |
| TJ-II stellarator                                        | Stellarator        | Laboratorio Nacional de Fusión, CIEMAT, Espanha |
| Plasma-Wall Interaction in Linear Plasma Devices, PSI-2  | Dispositivo linear | FZJ, Jülich, Alemanha                           |
| PILOT-PSI                                                | Dispositivo linear | FOM, DIFFER, Holanda                            |
| MAGNUM-PSI                                               | Dispositivo linear | FOM, DIFFER, Holanda                            |

## Leitura complementar
- ITER
- Joint European Torus (JET)
- Fusão nuclear
- Euratom
- Tokamak